# Ramakrishnania
Ramakrishnania är ett släkte av svampar. Ramakrishnania ingår i familjen Pucciniaceae, ordningen Pucciniales, klassen Pucciniomycetes, divisionen basidiesvampar och riket svampar.
|                | Puccinia                                |
|                |                                         |
|                | Uromyces                                |
|                |                                         |
|                | Gymnosporangium                         |
|                |                                         |
|                | Cumminsiella                            |
|                |                                         |
|                | Miyagia                                 |
|                |                                         |
|                | Xenostele                               |
|                |                                         |
|                | Endophyllum                             |
|                |                                         |
|                | Chrysopsora                             |
|                |                                         |
|                | Roestelia                               |
|                |                                         |
|                | Stereostratum                           |
|                |                                         |
|                | Polioma                                 |
|                |                                         |
|                | Zaghouania                              |
|                |                                         |
| Ramakrishnania | \| \| Ramakrishnania ixorae \| \| \| \| |
|                | \| \| Ramakrishnania ixorae \| \| \| \| |
|                | Cystopsora                              |
|                |                                         |
|                | Kernella                                |
|                |                                         |
|                | Corbulopsora                            |
|                |                                         |
|                | Coleopucciniella                        |
|                |                                         |
|                | Chrysocyclus                            |
|                |                                         |
|                | Chrysella                               |
|                |                                         |
|                | Cleptomyces                             |
|                |                                         |
|                | Ramakrishnania ixorae                   |
|                |                                         |

|  | Ramakrishnania ixorae |
|  |                       |